# Cyathodium cavernarum
Cyathodium cavernarum är en bladmossart som beskrevs av Gustav Kunze. Cyathodium cavernarum ingår i släktet Cyathodium och familjen Cyathodiaceae. Inga underarter finns listade i Catalogue of Life.